# Trym Westgaard Holther
Trym Bjørner Westgaard Holther (Askim, 9 juli 2003) is een Noors wielrenner.

## Carrière
In 2020 werd Holther vierde op het nationale kampioenschap tijdrijden voor junioren. Een jaar later was hij, op een parcours van dertig kilometer, 31 seconden sneller dan Per Strand Hagenes en won zo de nationale titel. Op het Europese kampioenschap eindigde hij op plek 36 in diezelfde discipline. Holther was bijna drie minuten langzamenr dan winnaar Alec Segaert, Hagenes werd zesde.
In 2022 werd Holther prof bij Drone Hopper-Androni Giocattoli. Zijn debuut voor de ploeg maakte hij in de Trofeo Alcúdia-Port d'Alcúdia, die hij niet uitreed. Op het door Tobias Foss gewonnen nationale kampioenschap tijdrijden voor eliterenners werd Holther dertiende. Een jaar later zet zijn team een stap terug om verder te gaan als het Colombiaanse GW Shimano-Sidermec.

## Overwinningen
2021
 Noors kampioen tijdrijden, Junioren

## Ploegen
2022 –  Drone Hopper-Androni Giocattoli
2023 –  GW Shimano-Sidermec
Alba · Bais · Benedetti · Bisolti · Cepeda (tot 31/7) · Chirico · Grosu · Holther · Marchiori · Marengo · Merchan · Muñoz · Piccolo (vanaf 24/6 tot 31/7) · Ponomar · Ravanelli · Restrepo · Rojas · Sepúlveda · Tagliani · Tesfatsion · Umba · Vigo · Zardini · Zurita